# Педральба-де-ла-Прадерія
Педральба-де-ла-Прадерія (ісп. Pedralba de la Pradería) — муніципалітет в Іспанії, у складі автономної спільноти Кастилія-і-Леон, у провінції Самора. Населення — 298 осіб (2010).

## Географія
Муніципалітет розташований на португальсько-іспанському кордоні.
Муніципалітет розташований на відстані близько 310 км на північний захід від Мадрида, 100 км на північний захід від Самори.
На території муніципалітету розташовані такі населені пункти: (дані про населення за 2010 рік)
- Калабор: 116 осіб
- Лобеснос: 36 осіб
- Педральба-де-ла-Прадерія: 85 осіб
- Ріонор-де-Кастилья: 29 осіб
- Санта-Крус-де-Абранес: 32 особи

## Демографія
Динаміка населення (INE ):